# Oxia Chaos
L'Oxia Chaos è una struttura geologica della superficie di Marte.